# Horbáľová
Horbáľová (1010 m) – ostatni, najdalej na północny wschód wysunięty szczyt w grani głównej Magury Spiskiej na Słowacji. Jego północno-wschodnie stoki opadają do przełęczy Stráňanské sedlo (730 m) oddzielającej Magurę Spiską od Pienin. W północnym kierunku z Horbáľovej opada krótki boczny grzbiet opływany przez dwa potoki: źródłowy ciek Lipnika (dopływ Dunajca) i jego dopływ – potok Podháj. Doliną po wschodniej stronie spływa Chotárny potok – dopływ Kamienki w zlewni Popradu. W kierunku południowo-zachodnim od szczytu Horbáľovej główna grań Magury Spiskiej poprzez 3 bezimienne wierzchołki biegnie do najwyższego szczytu tego pasma – Wietrznego Wierchu (1111 m).
Grzbietowe partie Horbáľovej porasta las, na stokach jest jednak wiele polan. Są to łąki i pastwiska miejscowości Stráňany i Kamionka (Kamenka), obecnie stopniowo zarastające lasem. Przez szczyt prowadzi znakowany szlak turystyczny łączący Jaworki w Polsce z miejscowością Drużbaki Wyżne (Vyšné Ružbachy) na Słowacji.

## Szlaki turystyki pieszej
zielony: Jaworki – Wąwóz Homole – przełęcz pod Wysokimi Skałkami – Stráňanské sedlo – Horbáľová – Na Poľane – Drużbaki Wyżne

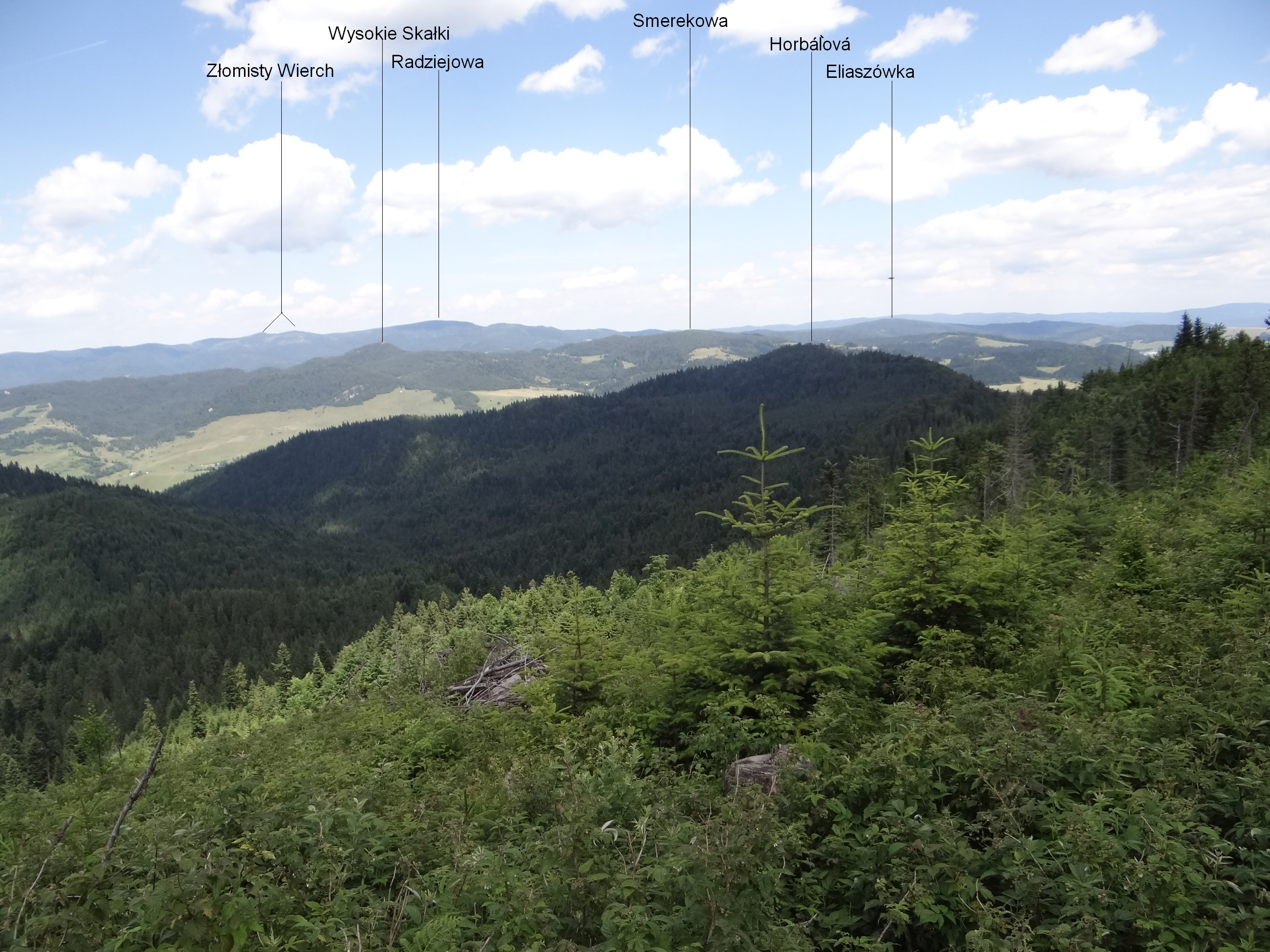
Widok z Wietrznego Wierchu